# Phulia (geslacht)
Phulia is een geslacht in de orde van de Lepidoptera (vlinders) familie van de Pieridae (Witjes).
Phulia werd in 1867 beschreven door Herrich-Schäffer.

## Soorten
Phulia omvat de volgende soorten:
- Phulia garleppi - Field & Herrera, 1977
- Phulia nannophyes - Dyar, 1913
- Phulia nymphula - (Blanchard, 1852)
- Phulia paranympha - Staudinger, 1894